# Petty Island
Petty Island är en 1,18 km² stor ö i Delawarefloden på gränsen mellan de amerikanska delstaterna New Jersey och Pennsylvania, respektive städerna Philadelphia och Camden. Ön tillhör dock administrativt Camden (New Jersey) och Pennsauken Township.
Petty Island kan nås från broarna Benjamin Franklin Bridge och Betsy Ross Bridge. Den är den fjärde största ön i Delawarefloden. 

## Historia
Petty Island kallades "Shackamaxon Island" efter den lokala byn Shackamaxon av urbefolkningen Lenni Lenape,. På 1600-talet finns svensk dokumentation av ön, då utforskaren Peter Lindeström år 1654 kallade ön för "Aquikanasara",. Ön har även kallats "Treaty Island", troligen efter Penn Treaty av släkten Manderson som år 1852 köpte en stor del av marken.
Ön köptes upp från lokala hövdingar av Elizabeth Kinsey, en kväkare som flytt förföljelsen i England. William Penn ägde ön efter Kinsey; John Petty, som är ursprunget till det namn ön har idag, köpte ön 1732. Det antas att Petty Island var den plats där Kapten Svartskägg lagt till när han besökte Philadelphia. Ön hade under lång tid ett rykte om laglöshet och fara, med spelhålor under 1700- och 1800-talen. Många skepp har sjunkit runt ön, och vissa av deras vrak går att se än idag vid lågvatten. Ralston Laird, en irländsk immigrant, flyttade till Petty Island 1851 och blev förman för en farm på ön, och efter nära 60 år på ön utnämndes han till dess "kung".
Petty Island är för närvarande obebodd, och det sista bostadshuset brann ner 1964. Ön fick under 1900-talet tilltagande industriell bebyggelse, och ägs av Citgo, som använder den till att förvara bränsle. Citgo har cirka 100 anställda som jobbar på ön. Därtill hyr Citgo ut delar av ön till Crowley Maritime, ett företag som transporterar varor till Puerto Rico samt Koch Industries, som sysslar med asfaltsproduktion. Öns västra ände är orörd och skogbeklädd.
Under 2000-talets första decennium flaggade politikerna i Pennsauken för Petty Island som ett blivande nav för utbyggnaden av en vattennära stad, och invånare och politiker hoppas att ön ska få nya restauranger och en golfbana. Miljöorganisationer har motsatt sig dessa planer för det häckande par av vithövdad havsörn som bor på ön.
Venezuelas president Hugo Chávez uppgav i april 2009 att regeringen av Venezuela (som äger CITGO) kommer att donera Petty Island till New Jersey för att restaurera en sund miljö för djurlivet och New Jerseys invånare. Utvecklingen är ännu i planeringsstadiet, och kommer inte att sjösättas förrän 2020.